# Autoroute Chūō

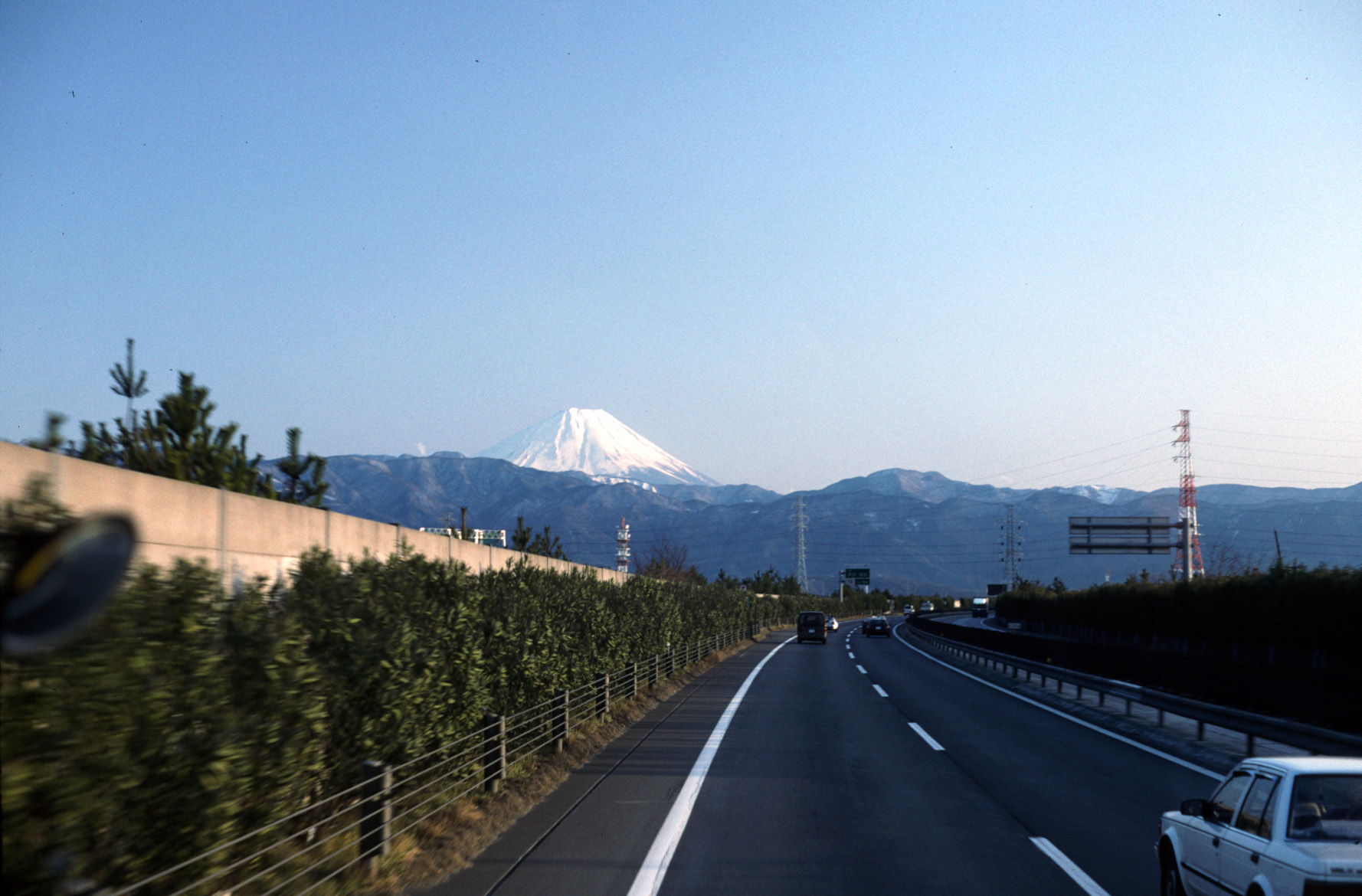
Une des nombreuses vues du mont Fuji depuis la Chūō Expressway

L'autoroute Chūō (中央自動車道, Chūō Jidōsha-dō) (lit. Autoroute centrale) est une voie rapide à péage à chaussées séparées qui relie Tokyo à Nagoya. La Chūō suit un itinéraire passant par Suginami, Tokyo, Yamanashi, Nagano, Gifu et Aichi avant de se terminer à Nagoya, à la jonction avec l'autoroute Tōmei.
Cette autoroute est l'une des autoroutes à péage les plus chères du monde. Il faut payer au moins 1 000 Yens (10 €) même quand on n'emprunte la Chūō que pour un court tronçon. L'autoroute emprunte le tunnel de Sasago d'une longueur de 4 700 mètres.